# Odomas breviceps
Odomas breviceps är en insektsart som beskrevs av Rauno E. Linnavuori 1972. Odomas breviceps ingår i släktet Odomas och familjen dvärgstritar. Inga underarter finns listade i Catalogue of Life.